# Встречаемость
Встречаемость (частота встречаемости, коэффициент встречаемости, индекс встречаемости) — относительное число выборок (участков), в которых встречается вид. Если выборка состоит из 100 учетных площадок, а вид отмечен на 43, то и встречаемость равна 43 %. 

В геоботанике — показатель, характеризующий пространственное размещение видов в фитоценозе (степень равномерности размещения). Определяется заложением в пределах пробной площади 20-25 раункиеров — круглых или квадратных площадок 0,25 или 1 м² — и учётом попавшим в них видов. Встречаемость определяется, как доля раункиеров (в %) от всех заложенных, в которые попал данный вид. Раункиеры могут размещаться равномерно по всей пробной площади или случайным образом. В лесных сообществах применяются раункиеры бо́льшей площади, в луговых и рудеральных — меньшей.